# Noir Désir
Noir Désir, fransk rockgrupp som 2001 släppte albumet "Des Visages Des Figures" med största hiten "Le Vent Nous Portera" med hjälp av Manu Chao.
Bandet splittrades efter att sångaren i Noir Désir Bertrand Cantat misshandlat sin flickvän, skådespelerskan Marie Trintignant till döds på ett hotellrum i Vilnius och dömts till fängelse.